# 1943 в авіації
Основна стаття: Авіація.
Хронологічний список подій у авіації за 1943 рік.

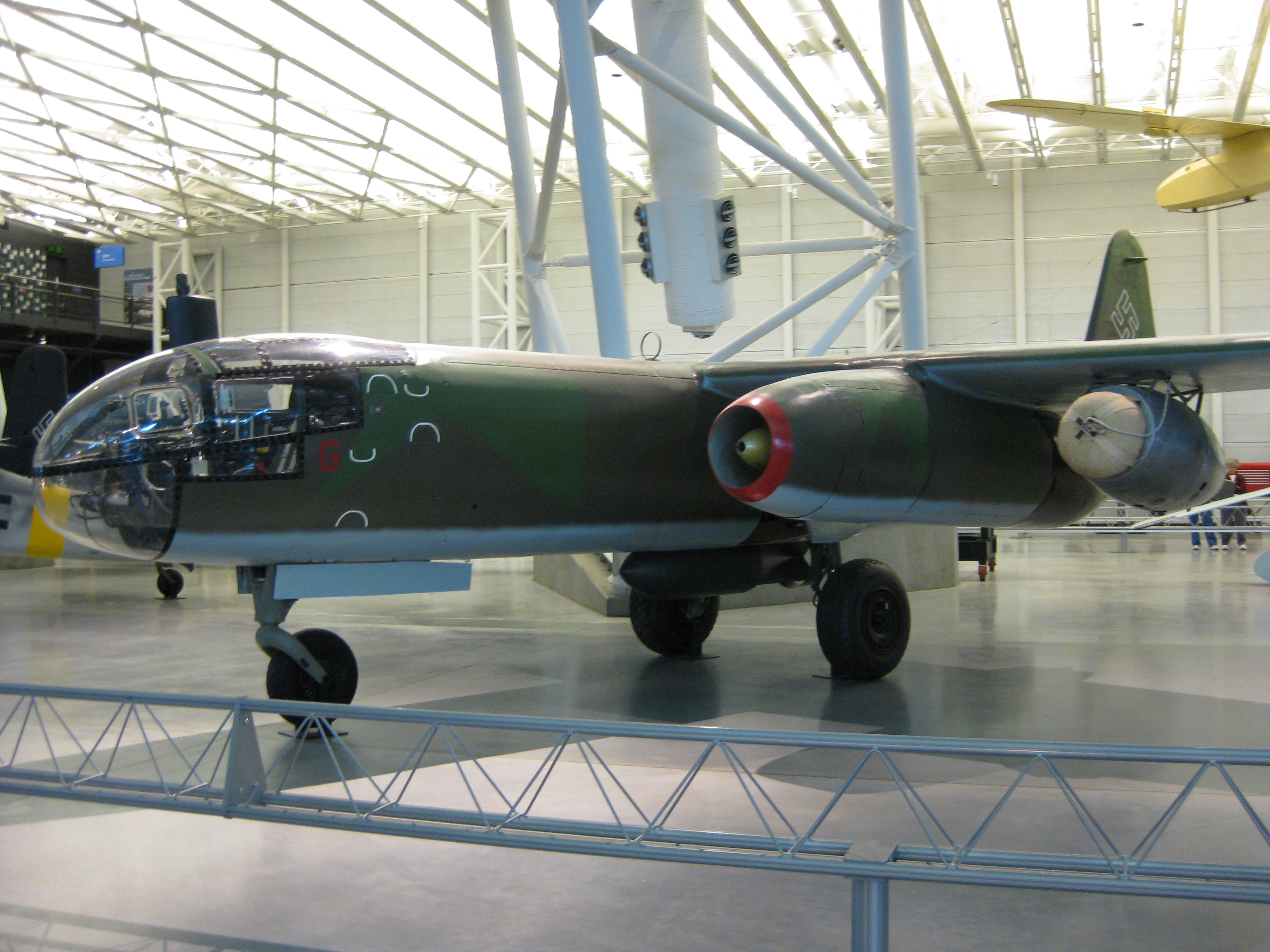
1943 рік, перший політ першого в світі серійного реактивного бомбардувальника Arado Ar 234 «Blitz»

## Події
- 18 лютого — постановою ДКО СРСР засновано Дослідний завод № 300 (спеціалізувався на по створенні авіаційних двигунів).

### В межах Другої світової війни
- В ніч з 17 на 18 січня — 188 британських бомбардувальників атакують Берлін з низькою точністю, втрати 22 бомбардувальники (11,8 %).
- 27 січня — ВПС США здійснюють перший денний наліт на військово-морські споруди у Вільгельмсгафені.
- 30 січня — остаточно зупинено будівництво німецького авіаносця «Graf Zeppelin».
- 5–27 квітня — союзниками розпочато операцію з повітряної блокади німецько-італійських військ на півночі Африки.
- березень-травень — в Північній Африці діє Польська винищувальна група (Polish Fighting Team), яка отримала назву «цирк Скальського». Станіслав Скальський у цей час збив 3 ворожі літаки.
- травень — обер-лейтенант Рудольф Шонерт (нім. Rudolf Schoenert), пілотуючи нічний винищувач Messerschmitt Bf 110, використовує Schräge Musik — спеціальне авіаційне озброєння встановлене для стрільби вгору і вперед.
- В ніч з 11 на 12 червня — 783 британських бомбардувальників атакують Дюссельдорф, загинуло 1326 людей, поранено 2600, 13 зникли безвісти та 140 000 втратили свої оселі.
- 25 липня — 3 серпня — Операція «Гоморра»  — серія «килимових бомбардувань» міста Гамбург, проведених Королівськими військово-повітряними силами Великої Британії та Військово-повітряними силами США. У результаті авіанальотів загинуло до 45 000 чоловік, до 125 тисяч отримали поранення (оцінки різняться, називаються цифри від 37 до 200 тисяч), близько мільйона жителів були змушені залишити Гамбург.
- 3 листопада — в районі Києва Еміль Ланг (нім. Emil «Bully» Lang; 14 січня 1909 — 3 вересня 1944), за німецькими даними, збив за один день протягом трьох бойових вильотів 18 радянських літаків: дев'ять Ил-2, чотири Ла-5, три Як-7 і два Як-9.
- 2 грудня — бомбардування Барі — тривало 20 хвилин, за які Люфтваффе спромоглися потопити 17 вантажних суден союзників і пошкодити ще 6.
- 4 грудня — підводний човен ВМС США Sailfish (SS-192) торпедував та потопив японський авіаносець «Чуйо» поблизу остріва Хатідзьо; втрати: понад 1243 людей, у тому числі 20 американських військовополонених.

## Перший політ
- 3 січня — Allied Aviation XLRA, американський літаючий човен.
- 9 січня — американський далекомагістральний авіалайнер Lockheed Constellation (англ. Constellation — «Сузір'я»).
- 15 січня — Vultee XP-54, американський прототип винищувача, побудований компанією Vultee Aircraft.
- 4 лютого — Bristol Type 163 Buckingham, британський середній бомбардувальник.
- 28 лютого — радянський одномоторний одномісний винищувач Як-3, сконструйованого в ОКБ ім. Яковлєва.
- 5 березня — Gloster Meteor, перший британський реактивний винищувач.
- 5 квітня — аргентинський легкий літак загального призначення Turbay T-1 Tucán, розроблено інженером Alfredo Turbay, вироблявся компанією «Sfreddo & Paolini».
- 17 квітня — перший політ аргентинського цивільного літака IMPA Tu-Sa.
- квітень, Nakajima Ki-84 «Hayate» (яп. キ84 疾風 «Хаяте» (Шторм), Армійський винищувач Тип 4), армійський винищувач Імперської армії Японії.
- 8 травня — Savoia-Marchetti SM.95, італійський чотиримоторний середньої дальності транспортний літак.
- 10 травня — Ил-8, проект глибокої модифікації штурмовика Ил-2, розроблений КБ Ільюшина.
- 15 травня — Nakajima C6N «Саюн» (яп. 彩雲 «Різнокольорова хмара»), палубний літак-розвідник Імперського флоту Японії.
- 26 червня — Bell 30, прототип першого комерційного вертольота і перший вертоліт побудований «Bell Aircraft Company».
- 1 липня — Focke-Wulf Ta 154, німецький швидкисний двомоторний нічний винищувач розробки Курта Танка.
- 19 липня — Curtiss-Wright XP-55 Ascender, прототип винищувача побудований «Curtiss-Wright».
- 21 липня — Curtiss XP-62, прототип винищувача побудований «Curtiss-Wright».
- 22 липня — Miles M.39B Libellula, прототип експериментального літака з тандемними крилами побудований «Miles Aircraft».
- 30 липня — Німеччина, перший в світі серійний реактивний бомбардувальник Arado Ar 234 «Blitz» (укр. «Блискавка»)[1].
- 7 серпня —
  - радянський дослідний далекій бомбардувальник-торпедоносець Ил-6.
  - Yokosuka P1Y «Ginga» (яп. 銀河, Базовий бомбардувальник флоту «Гінга» («Чумацький шлях»)), середній бомбардувальник-торпедоносець Імперського флоту Японії, також використовувався як нічний винищувач.
- 18 серпня — Junkers Ju 352 «Herkules», німецький пасажирський і військово-транспортний літак.
- 30 вересня — Northrop XP-56 Black Bullet, унікальний прототип винищувача-перехоплювача, побудований Northrop Corporation.
- вересень — Kyushu Q1W «Токай» (яп. 流星, «Східне море»), патрульний бомбардувальник Імперського флоту Японії.
- 20 жовтня — Junkers Ju 390, німецький шестимоторний літак призначений для використання в якості важкого транспортного, патрульного та морського далекого бомбардувальника.
- 26 жовтня — Dornier Do 335 Pfeil, німецький багатоцільовий літак (важкий винищувач, нічний винищувач, швидкісний бомбардувальник, розвідувальний літак) компанії Dornier.
- 17 листопада — Fisher P-75 «Eagle», американський винищувач розробки компанії «Fisher Body».
- листопад —
  - Ла-7, радянський одномоторний одномісний винищувач-моноплан, розроблено ОКБ-21 (м. Горький) під керівництвом С. О. Лавочкіна.
  - Aichi M6A (яп. 晴嵐 «Сейран» («Гірський туман»)), катапультний поплавковий бомбардувальник-торпедоносець для підводних човнів Імперського флоту Японії.
- 22 грудня Junkers Ju 388, німецький суцільнометалевий винищувач (Ju 388 J), висотний бомбардувальник (Ju 388 K), висотний розвідувальний літак (Ju 388 L).

#### Без точної дати
- Tachikawa Ki-70 (яп. キ70) — проект літака-розвідника Імперської армії Японії.

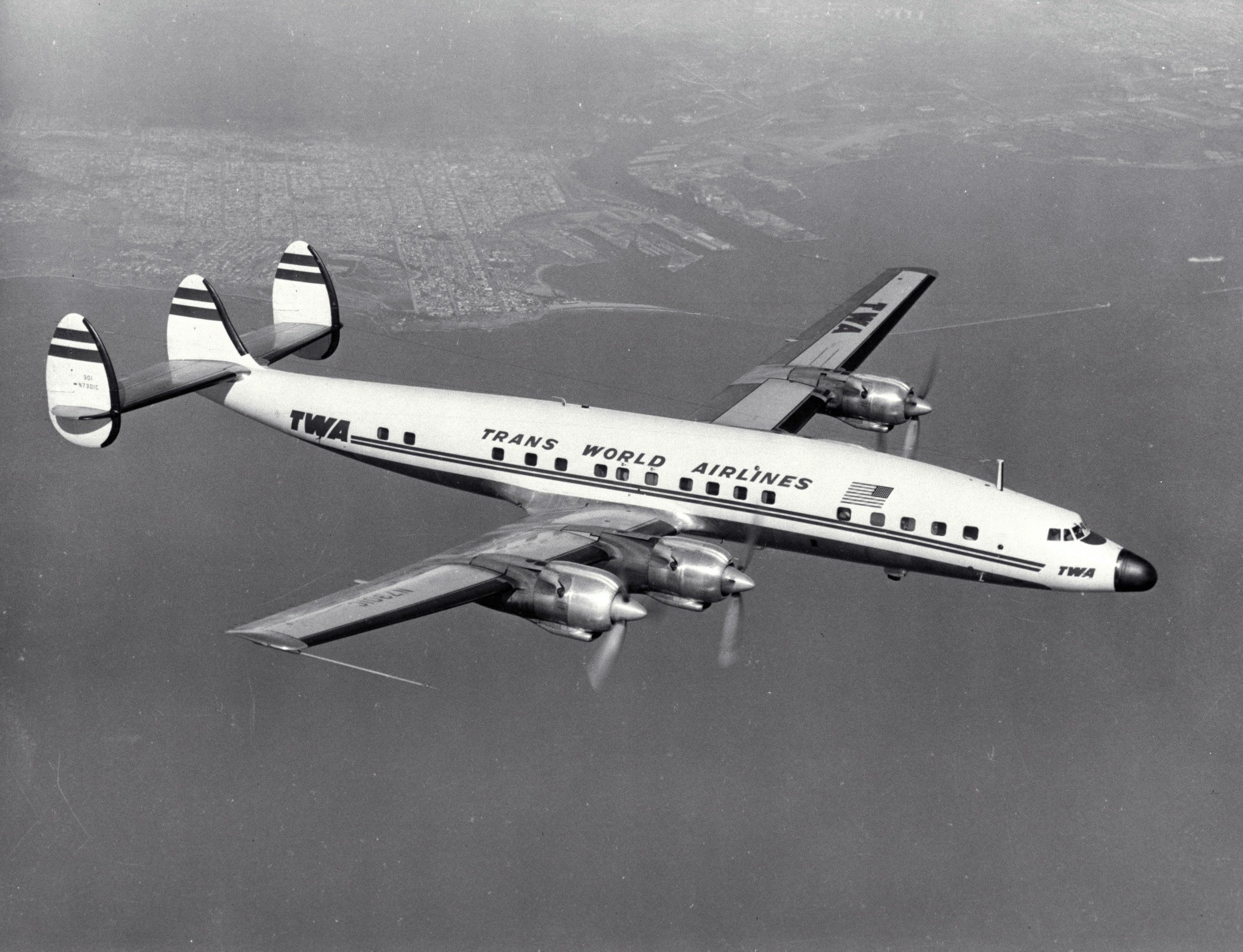
Lockheed Constellation
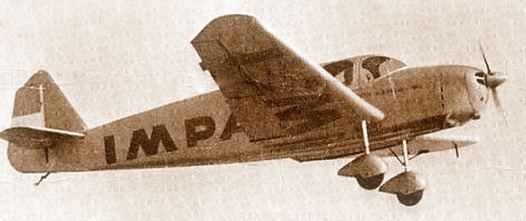
IMPA Tu-Sa
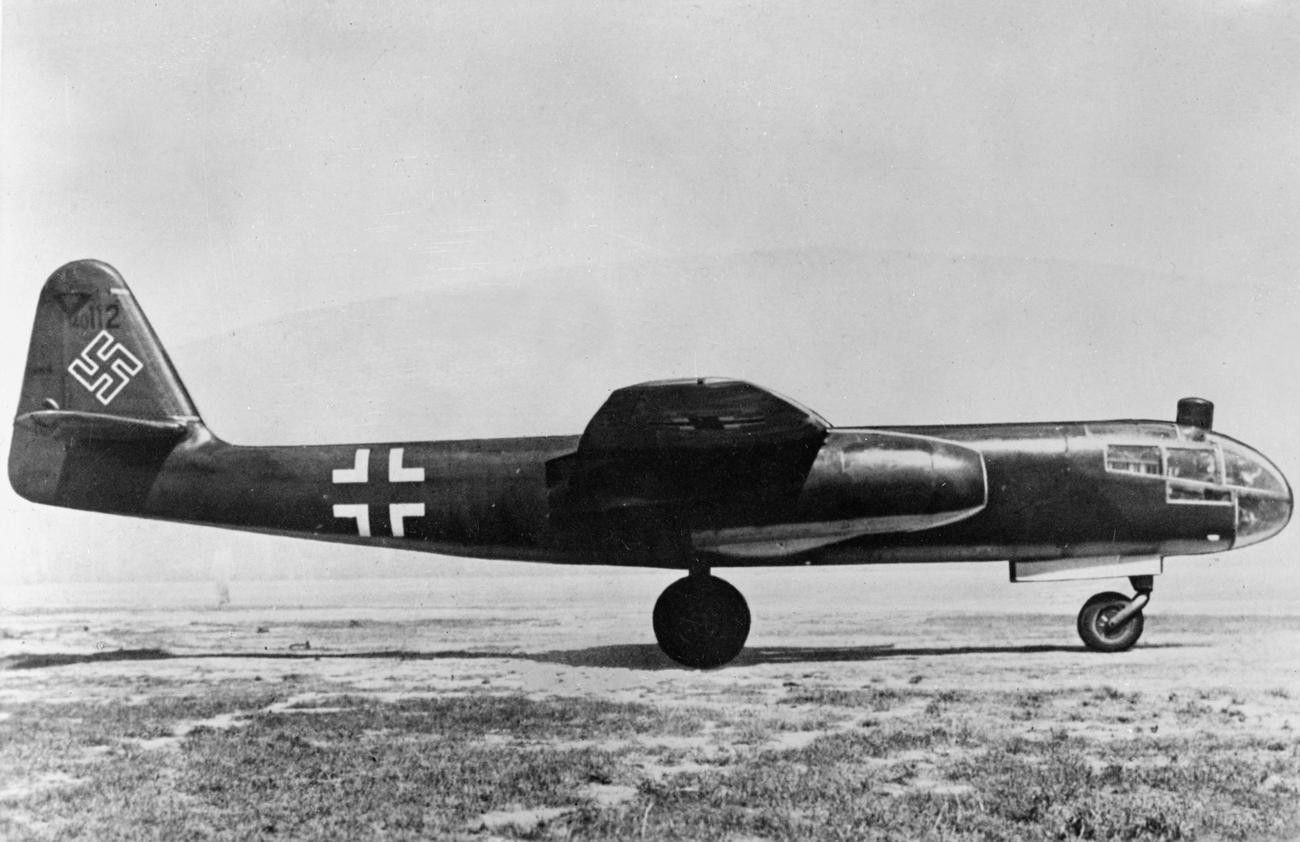
Arado Ar 234B-2 Blitz
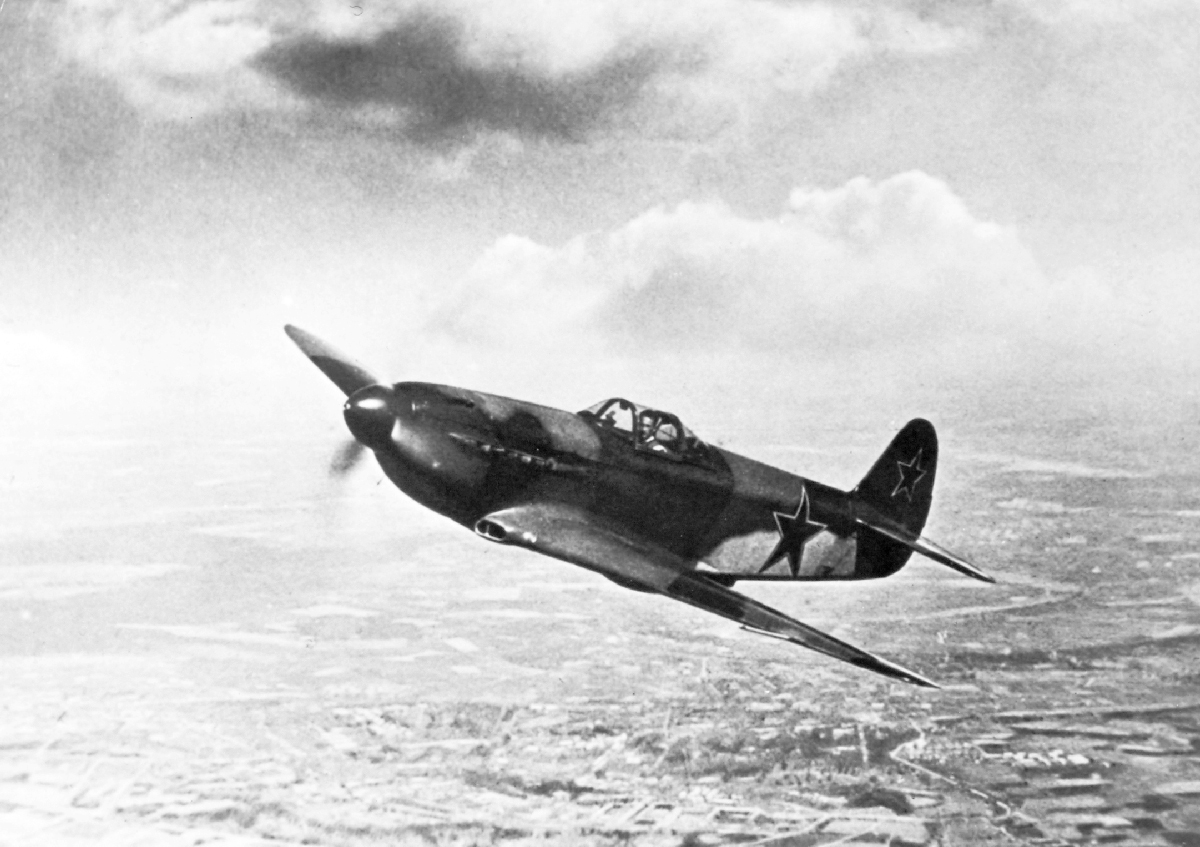
Як-3
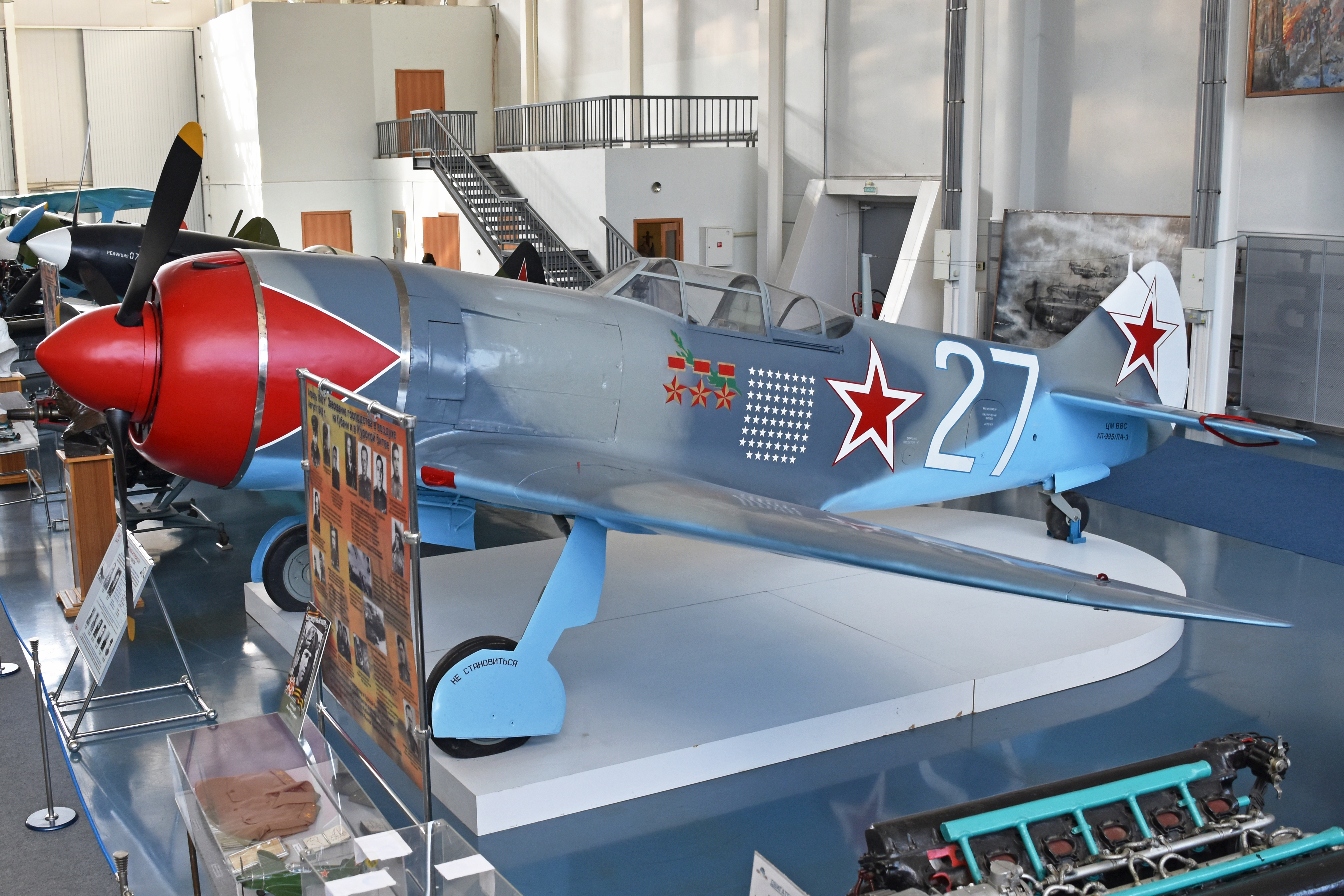
Ла-7
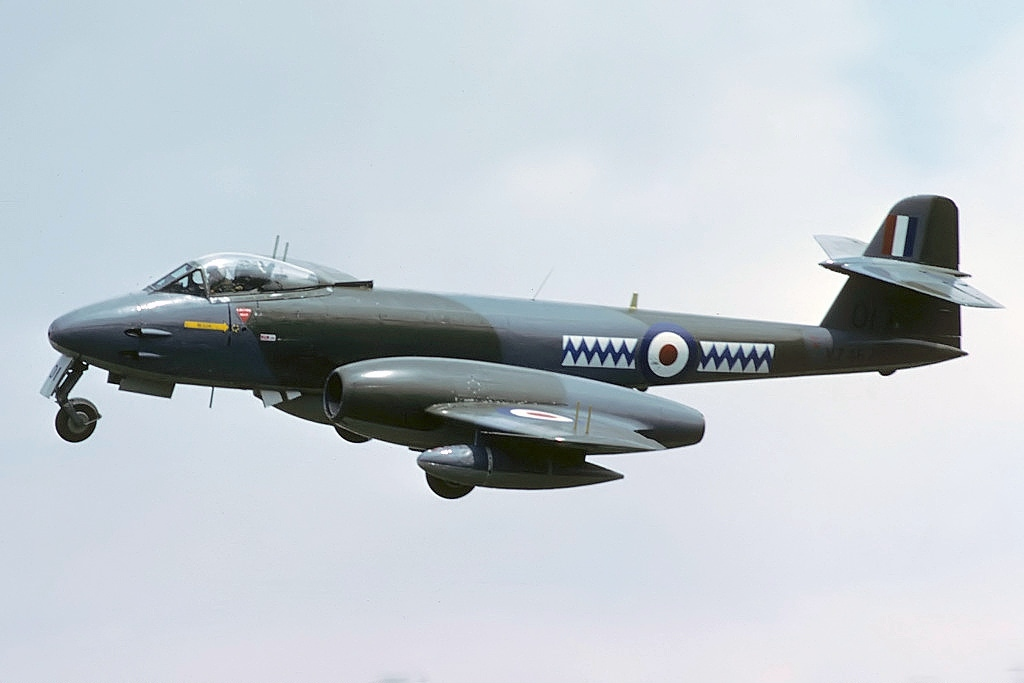
Gloster Meteor
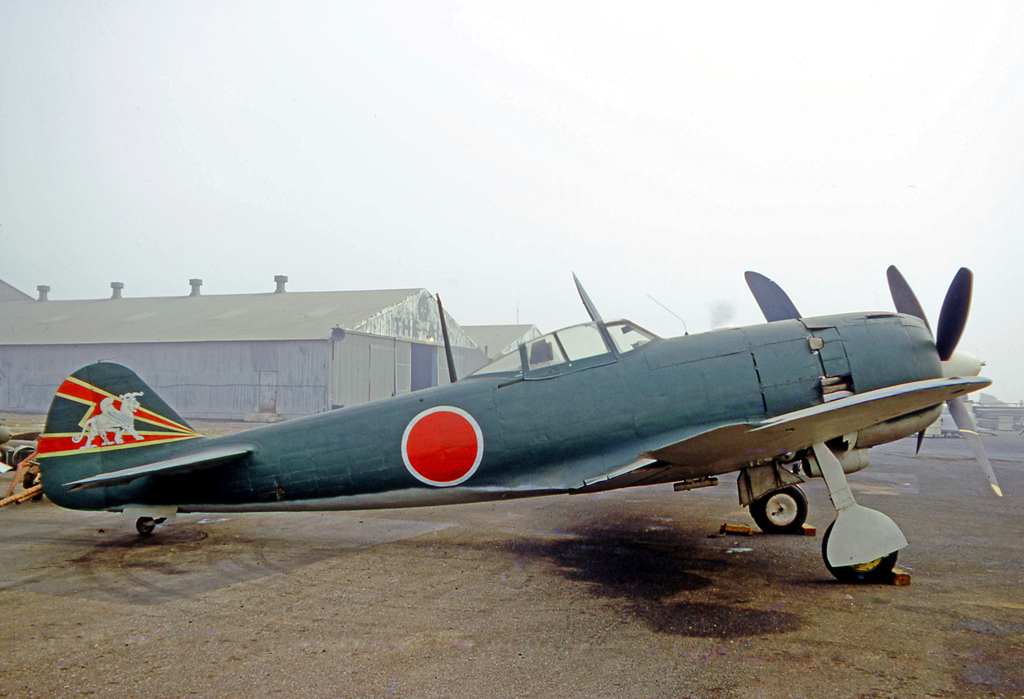
Nakajima Ki-84 "Hayate"
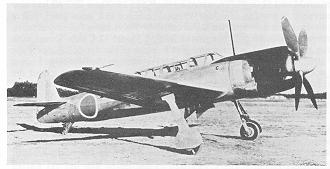
Nakajima C6N
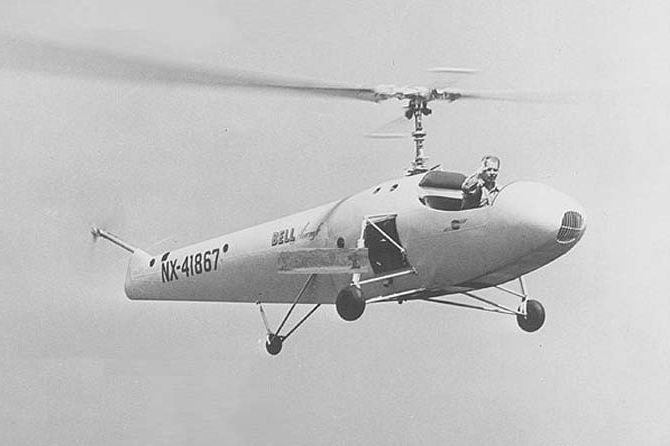
Bell 30
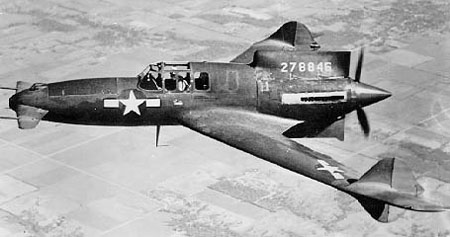
Curtiss XP-55 Ascender
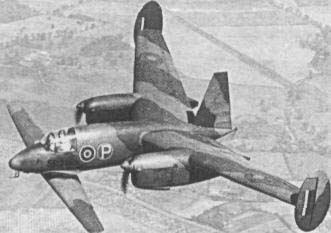
Miles M.39B Libellula
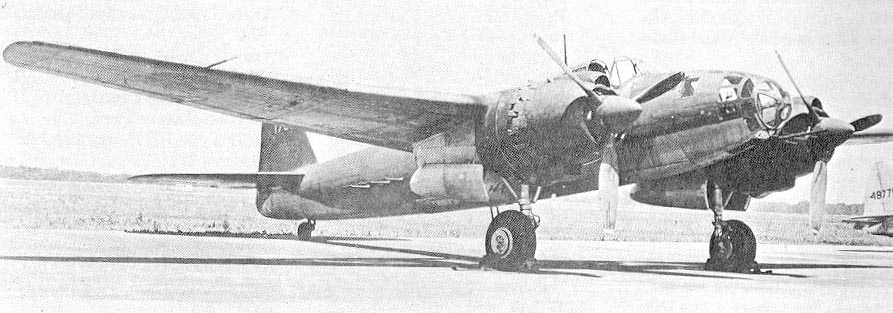
Yokosuka P1Y «Ginga»
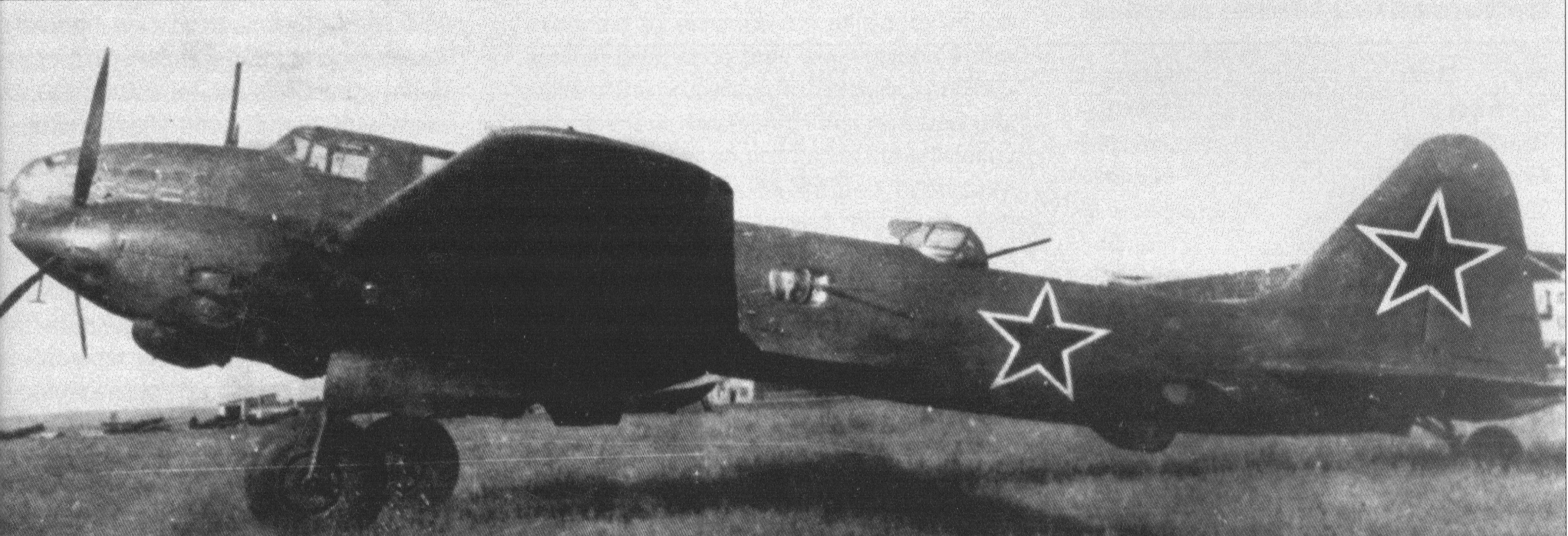
Ил-6
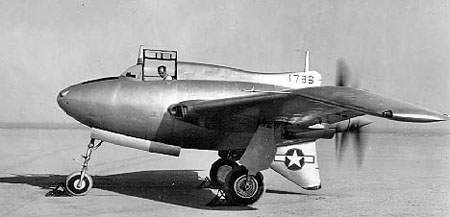
Northrop XP-56 Black Bullet
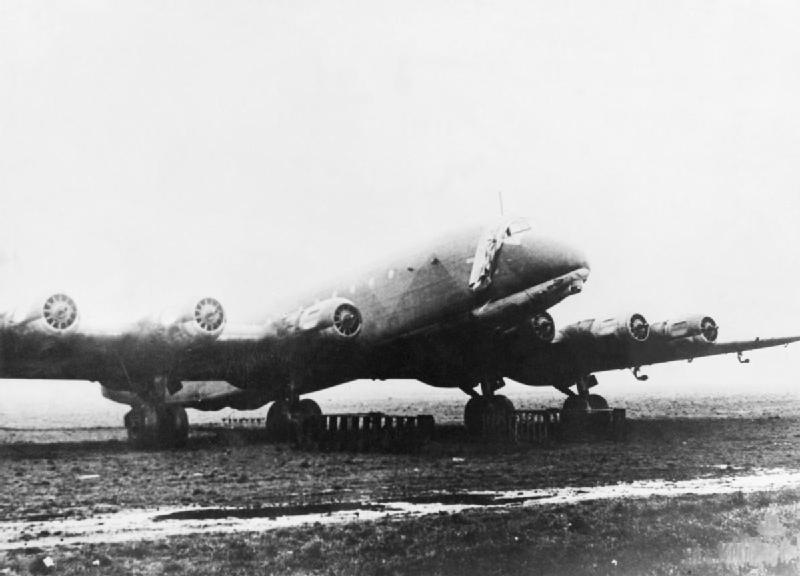
JU 390
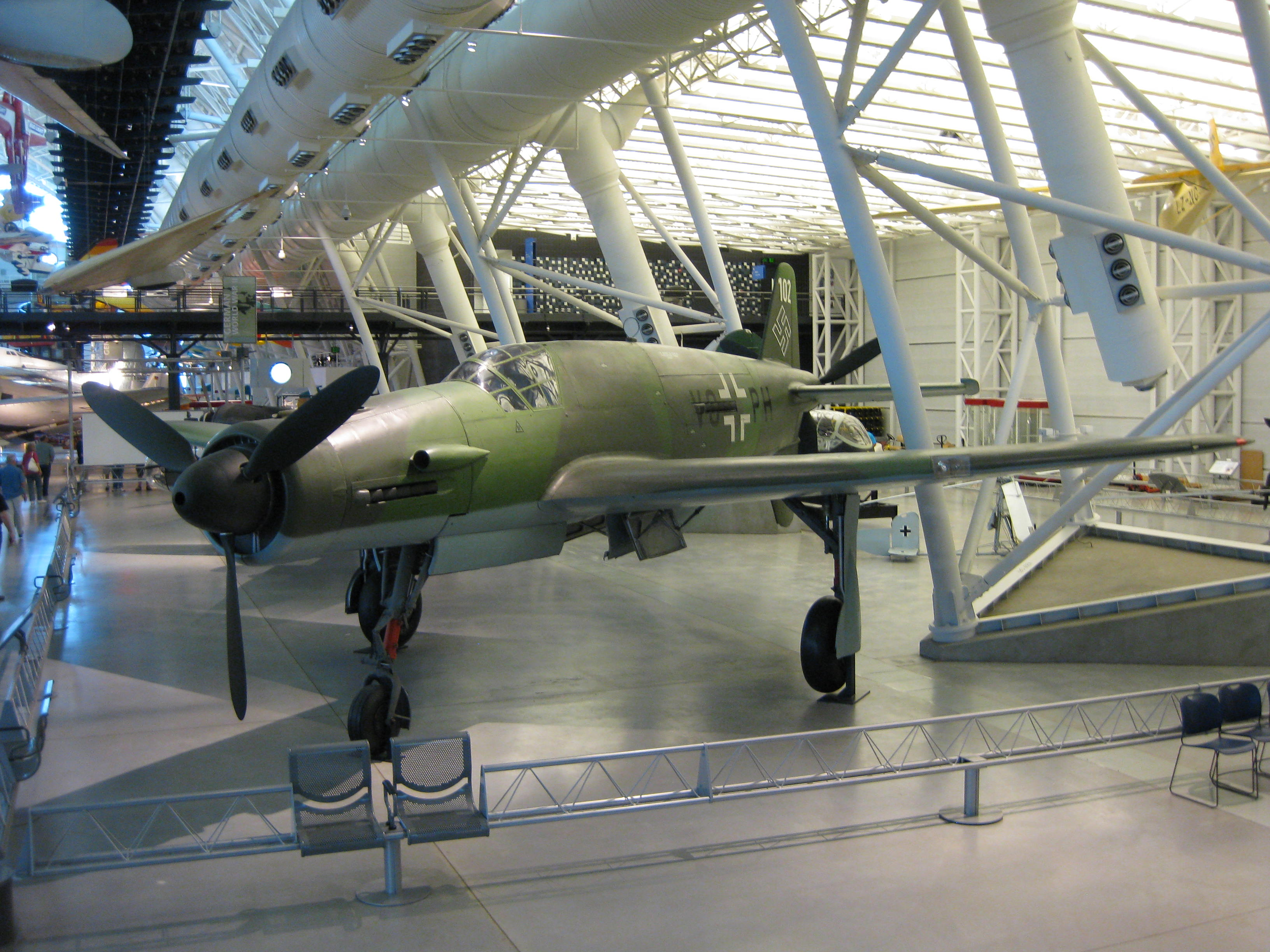
Dornier Do 335
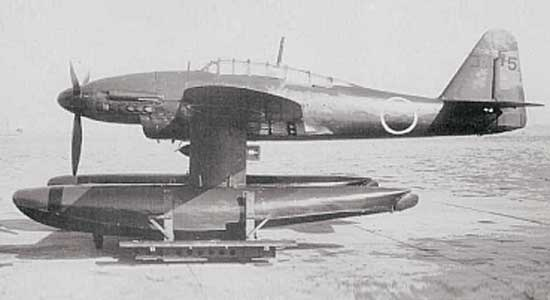
Aichi M6A
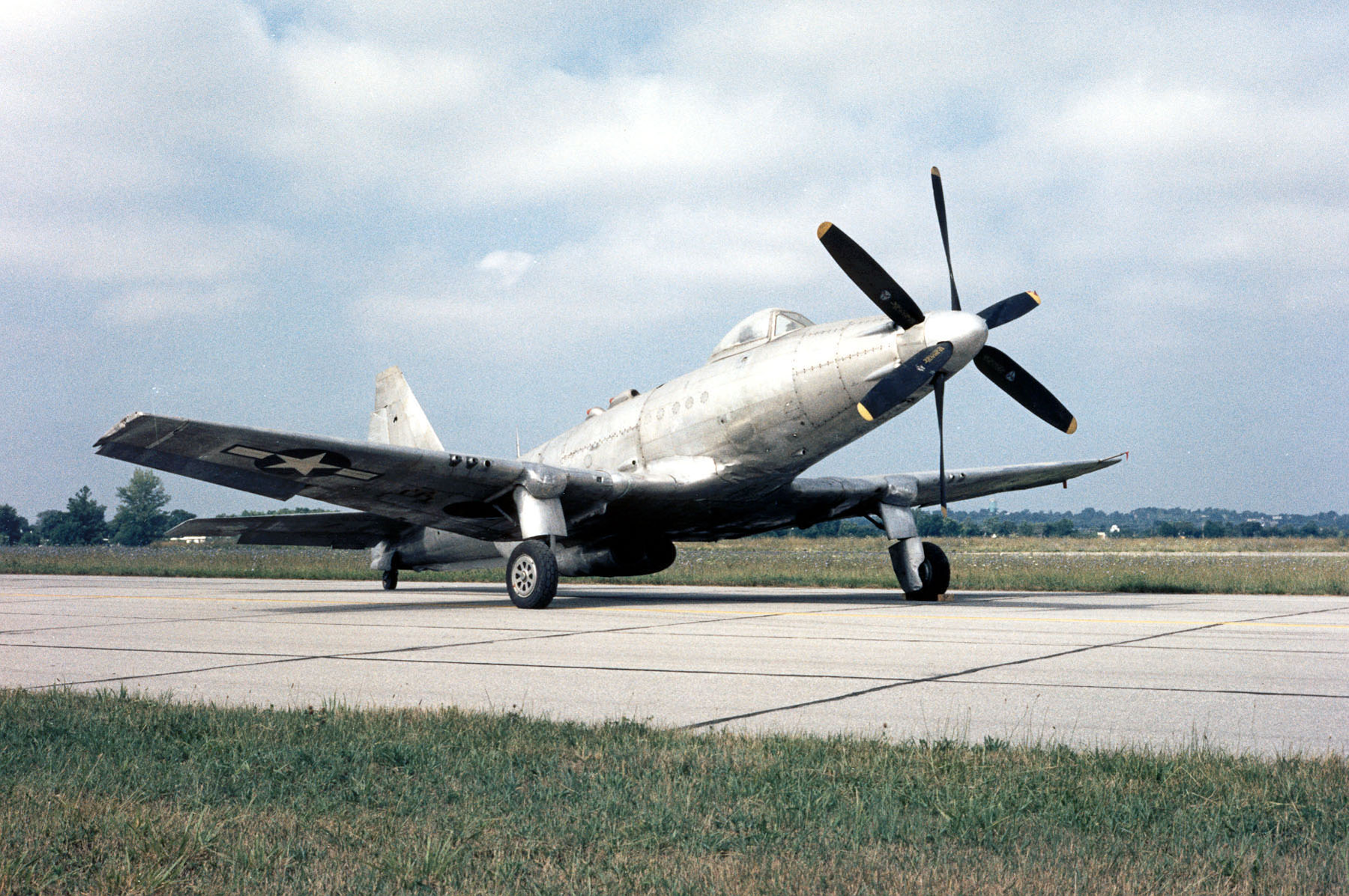
Fisher P-75 «Eagle»
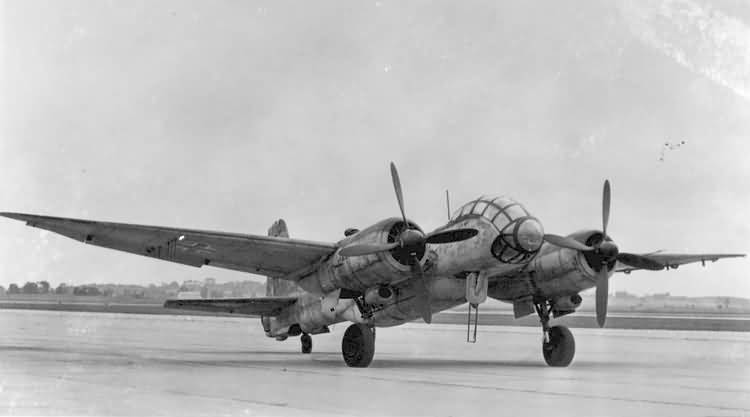
Ju 388L

### Прийнято на озброєння (розпочато експлуатацію)
- жовтень — Bell P-63 Kingcobra, американський одномоторний винищувач виробництва компанії «Bell Aircraft», розроблений на основі винищувача P-39 «Аерокобра».

### Знято з озброєння (знято з експлуатації)
- серпень — Lioré et Olivier LeO H-47, французький пасажирський літаючий човен. З початком Другої світової війни був перетворений для використання як морський патрульний літак.

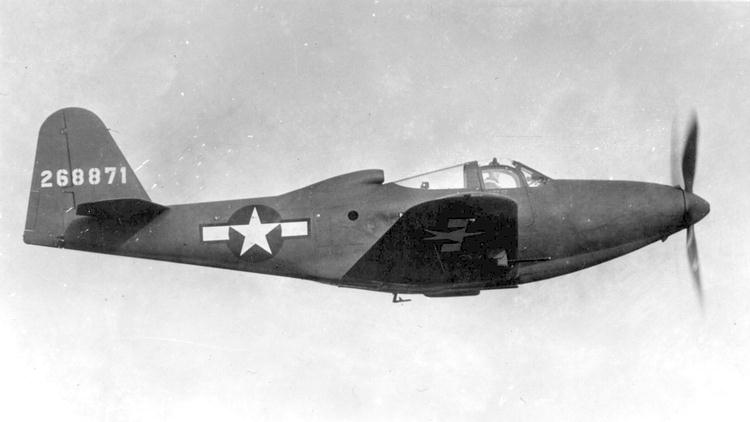
Bell P-63 Kingcobra
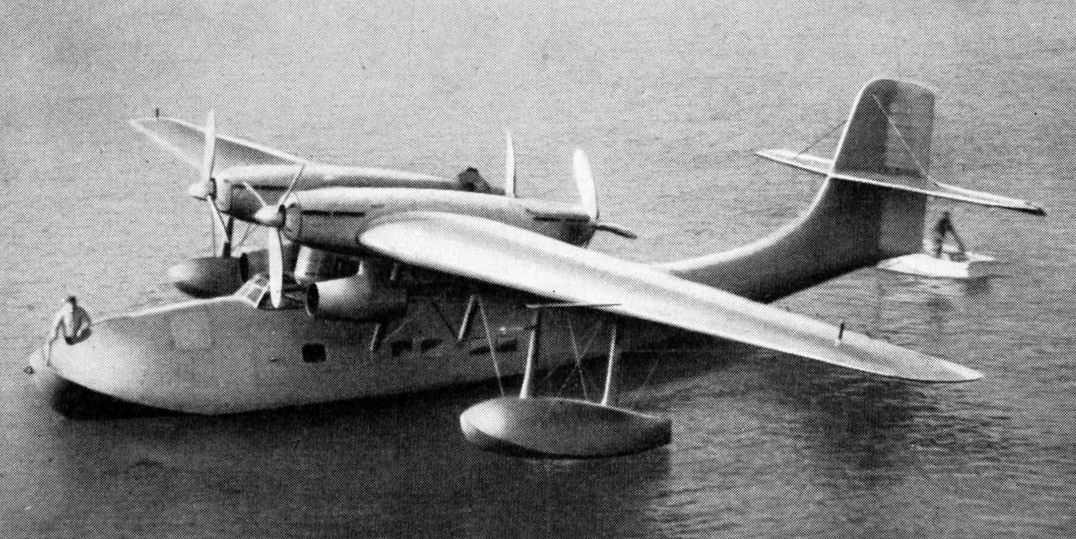
Lioré et Olivier LeO H-47

### Авіаційні мотори, агрегати, прибори, винаходи тощо
- 15 лютого — Наказом НКО № 0340 прийнято на озброєння авіабомба ФАБ-5000. 28 квітня 1943 перші серійні бомби було скинуто на берегові укріплення Кеніґсберґу.

## Авіакатастрофи
- 15 січня — руйнується у повітрі з невизначених причин Douglas C-54 Skymaster авіакомпанії «Transcontinental & Western Air», що летить зі США на конференцію у Касабланці[Вин. 1].
- 27 березня — БІ-1, ракетний близький винищувач, перший радянський літак з рідинним ракетним двигуном.

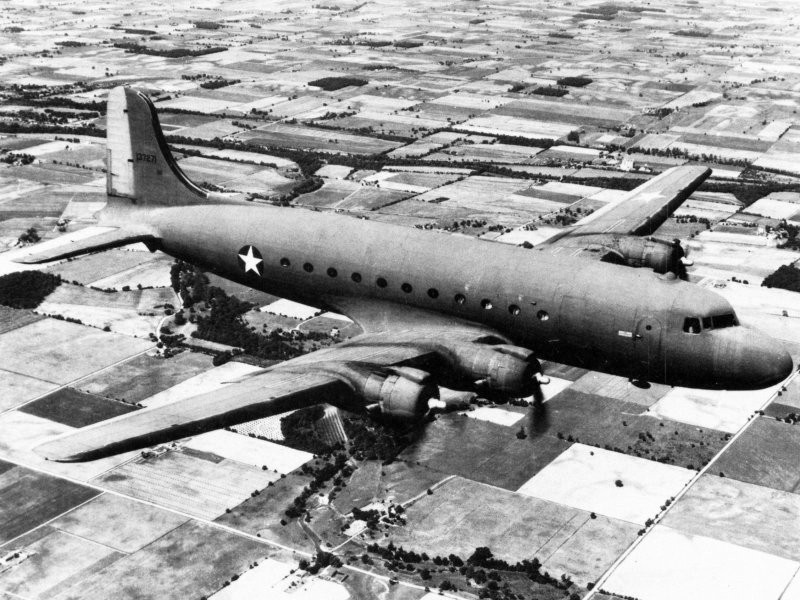
Douglas C-54 Skymaster
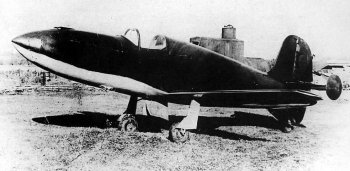
БІ-1

## Персоналії

### Померли
- 4 січня — Раскова Марина Михайлівна, радянська льотчиця, одна із перших жінок, яку нагороджена званням Герой Радянського Союзу (1938), уповноважена особливого відділу НКВС.
- 3 лютого — Райнгольд Кнакке (нім. Reinhold Knacke; * 1 січня 1919), німецький ас, здобув 44 перемоги, кавалер Лицарського хреста Залізного хреста з дубовим листям (7 лютого 1943, посмертно).
- 23 лютого — Кравченко Григорій Пантелійович, генерал-лейтенант авіації, льотчик-ас, перший у СРСР двічі Герой Радянського Союзу, загинув у повітряному бою.
- 27 березня — Бахчиванджі Григорій Якович, радянський льотчик-випробувач, Герой Радянського Союзу, загинув в авіакатастрофі при випробувальному польоті на БІ-1.
- 21 жовтня — Рудольф Мюллер, німецький льотчик-ас винищувальної авіації, кавалер Лицарського хреста Залізного хреста.

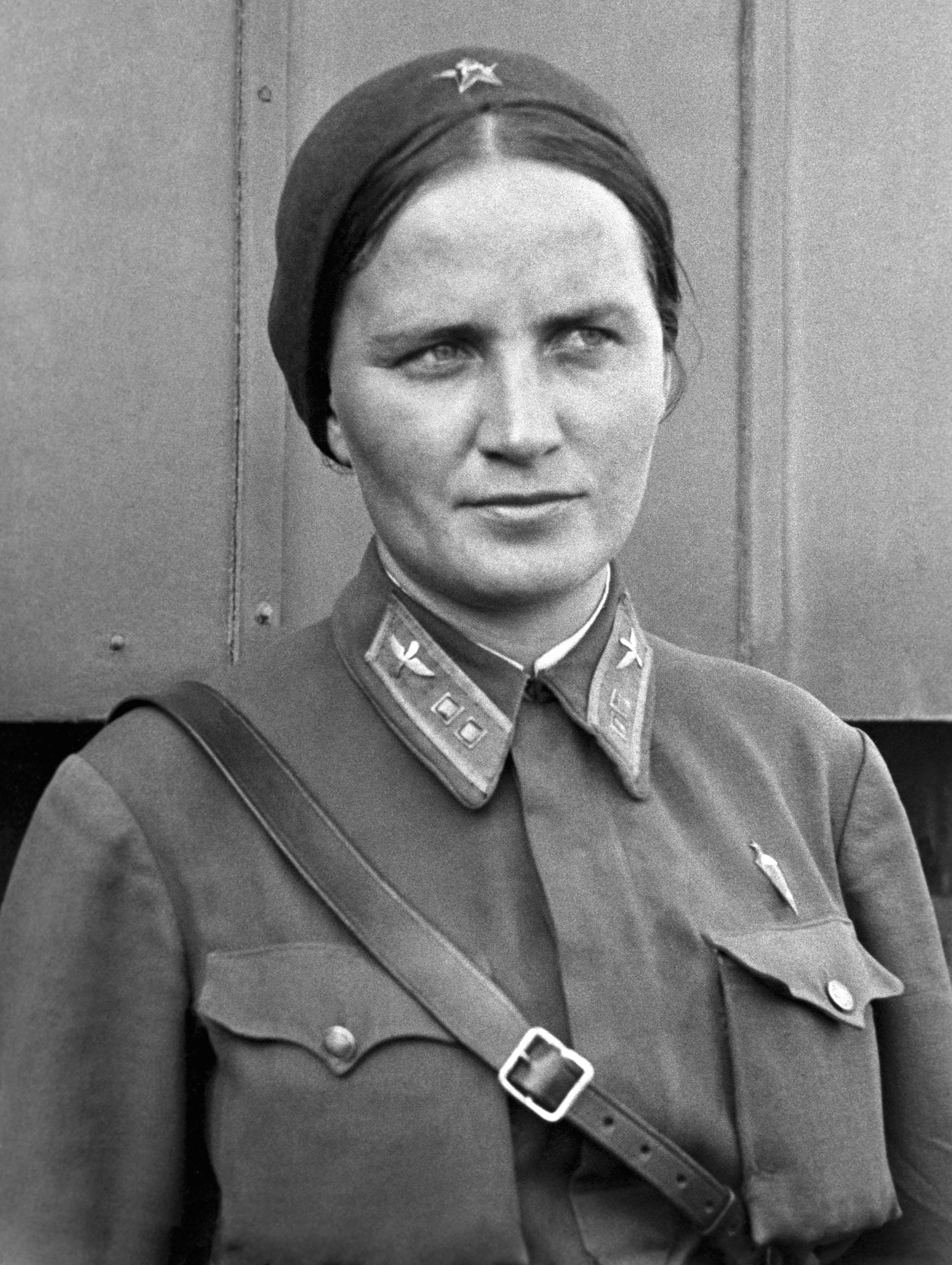
Марина Раскова
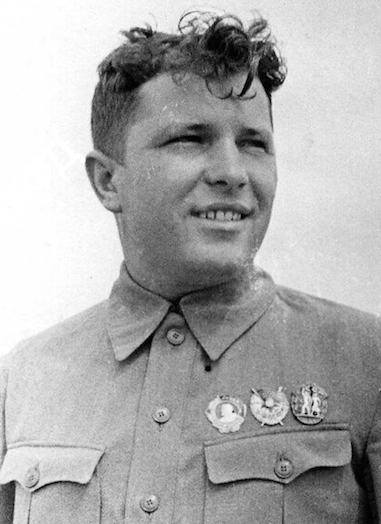
Григорій Кравченко
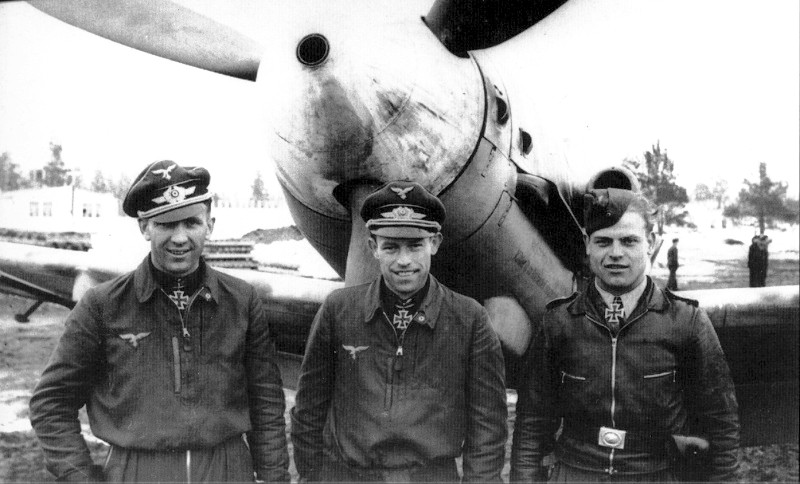
Зліва направо:Теодор Вайссенбергер, Генріх Ерлер і Рудольф Мюллер

### Виноски
1. ↑  Катастрофа сталася  у французькому Марокко в джунглях поблизу Рейнсдорпа (Суринам), за 40 кілометрів на схід-північний схід від Парамарибо. Загинули всі 35 людей, що перебували на борту, зокрема, англійський романіст і сценарист Ерік Найт, творець вигаданого коллі Лессі[2].